# Rhagonycha pseudogeniculata
Rhagonycha pseudogeniculata es una especie de coleóptero de la familia Cantharidae.

## Distribución geográfica
Habita en Japón.